# انویدیا شیلد
انویدیا شیلد (به انگلیسی: Nvidia Shield) با نام‌های تلویزیون اندرویدی شیلد یا کنسول شیلد، یک دستگاه گیرنده دیجیتال تلویزیون برپایه اندروید است که توسط انویدیا توسعه داده شده‌است. این دستگاه در مه ۲۰۱۵ عرضه شد و قابلیت برجسته آن، قابلیت دریافت و بازی کردن و استریم بازی بود. مانند دیگر تلویزیون‌های اندرویدی، این دستگاه هم از وضوح ۴کی پشتیبانی می‌کند. دو نسخه متفاوت از شیلد عرضه شده‌است، یکی با قابلیت پشتیبانی از ۱۶ گیگابایت حافظه جانبی و دیگری دارای ۵۰۰ گیگابایت حافظه داخلی که با نام شیلد پرو شناخته می‌شود.